# Les Aventures de Kroc le Bô
Les Aventures de Kroc le Bô est une série de bande dessinée humoristique française d'une page, parue périodiquement dans le magazine Casus Belli et rassemblée en un volume, intitulé Kroc le Bô, publié en 1990 chez Delcourt.
C'est une parodie du jeu de rôle Donjons et Dragons, genre dont les auteurs Bruno Chevalier et Thierry Ségur furent, dans ce domaine, les pionniers en France.

## Synopsis
Kroc est un pauvre gobelin assez atypique : fruit de l'union entre un gobelin et une Muse, il a hérité de sa mère la beauté (d'où son surnom de « Bô »), l'intelligence (peu utile, sauf pour prendre la mesure de sa triste condition), et un point de vie indestructible (qui lui interdit de quitter cette vallée de larmes). Équipé de ces douteux avantages, il subit toutes les horreurs de l'univers  médiéval-fantastique « des donjons et des dragons ». Pour se remonter le moral, il joue du violon.
Kroc évolue dans l'impitoyable « Monde à Dédé » (autrement dit AD&D, ou Advanced Dungeons & Dragons), où les aventuriers (généralement des Grosbills agressifs) se montrent prêts à tout pour amasser des richesses et de l'expérience, ravageant les donjons qu'ils explorent sans arrêt, tandis que les monstres — dont certains sont gentils et pacifiques — sont contraints de remplir leur part du contrat en gardant des trésors « posés négligemment » ici ou là. Au fil de ses aventures, Kroc ne cesse de s'enfuir à la vue de ces tristes personnages, mais finit généralement l'épisode avec une belle bosse sur le crâne.

## Historique de la publication
Le dessinateur Thierry Ségur avait fait une couverture pour le magazine Casus Belli. Deux mois après, il démarre avec Bruno Chevalier la série Les aventures de Kroc le Bô dans le magazine. La première histoire de Kroc le Bô parue dans Casus Belli est intitulée « Kroc laid ». Par la suite, le rédacteur en chef de la revue, Didier Guiserix, les incite à faire une bande dessinée reprenant la série. 
L’album Kroc le Bô, qui regroupe les planches parues dans Casus Belli, contient également des planches inédites (la présentation du « Monde à Dédé », la jeunesse de Kroc, l'explication de son point de vie indestructible, etc.).

## Caricature
Les auteurs de la bande dessinée, Bruno Chevalier et Thierry Ségur (qui seront les auteurs par la suite des Légendes des Contrées Oubliées), font, par l'entremise de ces histoires, une caricature des joueurs « Gros Bill » d’AD&D en se plaçant du point de vue du monstre. L'humour repose donc sur l'inversion du point de vue. Les héros du jeu (les aventuriers, censés être purs et droits) sont le plus souvent dans la BD des êtres avides et cruels, les malheureux « monstres errants » en ayant plus qu'assez de se faire massacrer. Mais ces derniers n'ont aucun autre choix, car ils y sont contraints par les règles du jeu et le pouvoir de Sauron.